# Josep Aixa Íñigo
Josep Aixa Íñigo (València, 28 de novembre de 1844 — València, 21 d'abril de 1920) va ser un escultor valencià.

## Biografia
Va estudiar a l'Acadèmia de Belles Arts de València i posteriorment va passar un any a París i tres anys a Colònia prenent contacte amb les noves tendències escultòriques i les arts aplicades a la decoració. En morir la seua primera muller va tornar a casar-se a Colònia.
Retornat a València, va obtenir un gran nombre d'encàrrecs, entre el que cal destacar l'escultura de Joan Lluís Vives que li va encarregar la Universitat de València i que actualment està situada al bell mig del claustre del seu edifici històric del carrer de la Nau.
La Diputació de València li va encarregar el monument al frare mercedari Joan Gilabert Jofré per a l'antic hospital. Va fer les decoracions de diversos establiments hostelers de la ciutat de València, com ara el Gran Cafe España (1885) i la cerveseria "El León de Oro", així com nombroses escultures per a jardins i mausoleus.
Després d'una breu estada a Amèrica del Sud va tornar a València, on es va ocupar de la restauració de la Porta de Serrans i de la Llotja. En la porta de Serrans, que havia deixat de ser usada com a presó, va restituir la configuració de les peces superiors a «gola oberta» eliminant els murs que les cobrien. En finalitzar aquestes obres va ser nomenat restaurador artístic dels monuments municipals, ocupant-se de les restauracions de les creus de terme entre altres tasques.
És autor d'alguns vitralls per a la Seu de València i per a la Catedral de Sogorb.
Va ser professor de l'Acadèmia de Belles Arts i membre de l'Acadèmia de Belles Arts de Sant Carles des de l'any 1901.